# 巴斯克內衣

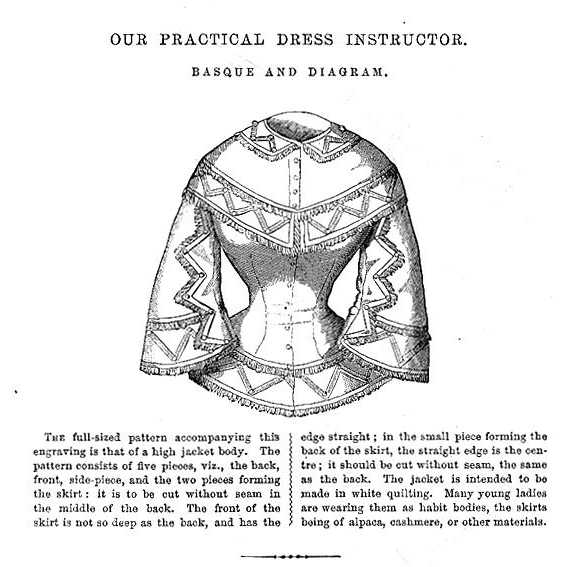
一件巴斯克衫，出自Godey's Lady's Book，1857年1月

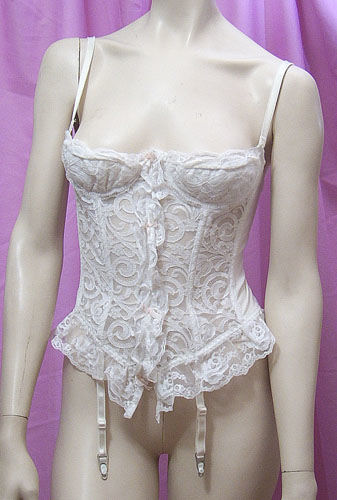
现代巴斯克内衣

巴斯克內衣（英語：Basque）是一种自臂部以下至腿根处的女式内衣。巴斯克內衣一词最初起源于法国，指的是一种女式紧身胸衣（马甲）或夹克。在现代，巴斯克內衣指的是一种长款的束腹，特点是贴身、舒适、下摆过腰直达臀部。之所以称为巴斯克，是因为巴斯克人的传统服饰最先采用此种样式，而后由法国传遍西方时尚界。